# Pájaro Negro (cómic)
El Pájaro Negro (también apodado X-Jet) es un avión ficticio que aparece en los cómics estadounidenses publicados por Marvel Comics. Creado por el escritor Chris Claremont y el artista Dave Cockrum, el avión apareció por primera vez en X-Men #94 (agosto de 1975).El concepto Pájaro Negro ha sobrevivido a múltiples rediseños a lo largo de los años. Es utilizado principalmente por los X-Men como vehículo de transporte personal.

## Historial de publicaciones
El Pájaro Negro debutó en X-Men #94 (agosto de 1975), creado por Chris Claremont y Dave Cockrum. Apareció en la serie X-Men / Fantastic Four de 2020.

## Historia
Cuando la Patrulla X fue introducida por primera vez, fueron retratados como si viajaran en el avión privado y el helicóptero del Profesor Xavier, aviones avanzados, pero bastante convencionales con pilotos automáticos a distancia (es decir, el Profesor los volaba desde su casa). Cuando la serie se reanudó en 1975, la Patrulla X fue mostrada utilizando un nuevo estrato-Jet que estaba basada visualmente en una versión modificada, a escala del avión espía Lockheed SR-71 "Pájaro Negro" (de ahí el nombre), pero fue modificado para llevar a varios pasajeros, así como para el despegue y aterrizaje verticales (VTOL). Algunos autores se han referido a este diseño como el "SR-73" o el "SR-77", y es conocido por ser canon en la mayoría de líneas argumentales del Universo Marvel, incluyendo X-Men: Evolution, donde Scott le hace referencia como el SR-77 en el primer episodio. El Pájaro Negro original de la Patrulla X ha sido destruido y reconstruido varias veces a lo largo de muchas aventuras del equipo. Las versiones posteriores incorporaron tecnología creada por el inventor mutante Forja, además de la tecnología alienígena (Shi'ar), incluyendo sistemas de armas, camuflaje holográfico, y motores capaces de velocidades hipersónicas. Una versión del Pájaro Negro poseía un parabrisas de cabina experimental que se infunde con los rastros del mismo material de cuarzo rubí usado en el visor de Cíclope, permitiéndole proyectar y amplificar su rayos ópticos a través del parabrisas.

## X-Jet Ultimate

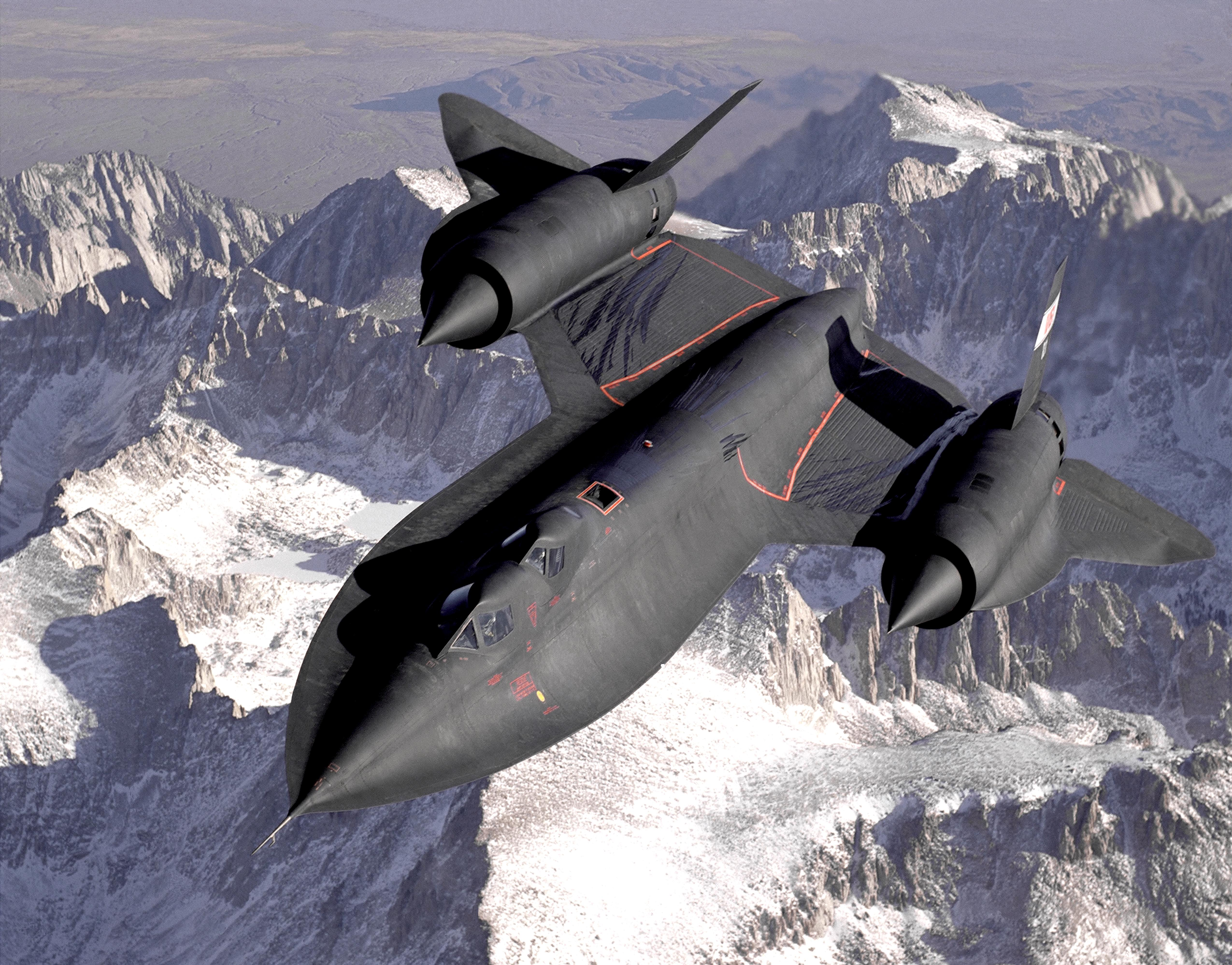
El Lockheed SR-71 Blackbird

En la serie Ultimate X-Men, la Patrulla X al parecer tiene varios aviones, entre ellos uno que se asemeja a un bombardero de sigilo B-2 Spirit.Esta nave es referida en el número #70 como el "Ala X".Uno de los aeroplanos ha sido denominado informalmente como el "Pájaro Negro", pero no guarda ninguna relación visible con el SR-71.

## En otros medios

### Televisión
- El Pájaro Negro apareció en X-Men: Pryde of the X-Men y con frecuencia en la serie animada de televisión Patrulla X.[10][11]
- El X-Jet hizo aparición en las cinco temporadas de la serie X-Men.
- El X-Jet (junto con un helicóptero) apareció en la serie animada más reciente X-Men: Evolution.
- El Pájaro Negro también apareció con frecuencia en la serie animada Wolverine and the X-Men.
- El Pájaro Negro es presentado también en Marvel Anime.

### Videojuegos
- El Pájaro Negro es el escenario del nivel de Tormenta en el juego arcade e importado de consola X-Men: Children of the Atom. Los jugadores luchan en la parte superior del Pájaro Negro, que está estacionado en la parte superior de un portaviones. También aparece de nuevo en el juego de arcade e importado de consola X-Men vs. Street Fighter. Los jugadores deben luchar una vez más en la parte superior del Pájaro Negro, aunque esta vez no es en la parte superior de un portaaviones, sino que se está preparando para el despegue. El nivel volvió en Marvel Super Heroes vs. Street Fighter. Los jugadores deben luchar una vez más en la parte superior del Pájaro Negro, aunque esta vez no está listo para el despegue, sino más bien habiendo aterrizado recientemente.
- El look del X-Jet de los cómics Ultimate X-Men fue utilizado en los juegos X-Men Legends y X-Men Legends II: Rise of Apocalypse. Sirvió al propósito de llevar a los personajes a su próxima ubicación.
- El Pájaro Negro es mencionado por Wolverine al comienzo de Deadpool cuando es escuchado en el contestador de llamadas de Deadpool diciéndole que no puede "ir en él a dar una vuelta". Más tarde, la Patrulla X a regañadientes le deja a Deadpool pilotear el Pájaro Negro para llevarlos a Genosha, pero Deadpool lo estrella durante el aterrizaje.

### Películas
- El Pájaro Negro aparece en X-Men (2000). Se utiliza para llevar a los X-Men a la Isla de la Libertad.
- El Pájaro Negro aparece en la secuela X2 (2003). Jean Grey y Tormenta lo utilizan por primera vez para localizar a Nightcrawler. Más tarde se utiliza para rescatar a Wolverine, Rogue, Pyro y Iceman, y luego se lleva en avión a la presa del Lago Alkali para salvar a los estudiantes capturados del Instituto Xavier y frustrar el plan de William Stryker. Cuando les pidieron que se quedaran, Rogue y Iceman esperaron en el X-Jet mientras Pyro los abandonaba para unirse a la Hermandad de Mutantes. Rogue y Iceman vuelan el X-Jet para salvar a los X-Men y a los mutantes capturados. Jean Grey se queda atrás para contrarrestar la inundación y envía el X-Jet a un lugar seguro de la ola entrante de la presa rota.
- El Pájaro Negro aparece en X-Men: The Last Stand (2006). El X-jet emplea tecnología sigilosa que lo vuelve invisible. Se utiliza para regresar al lago Alkali para investigar la "resurrección" de Jean Grey. Más tarde se utiliza para llevar a los X-Men a la batalla final en la isla de Alcatraz, donde es desintegrada por Fénix.
- Se puede ver un diseño esquemático del SR-71 Blackbird en la pantalla de la computadora de Tony Stark en Iron Man (2008).[12][13]
- El Pájaro Negro aparece en X-Men: primera generación (2011). Este (Hank McCoy/Bestia afirma que él diseñó) es casi externamente idéntico al SR-71, aunque su diseño interno es muy diferente. Se destruye en el clímax de la película cuando un torbellino creado por Riptide hace que se estrelle.
- El Pájaro Negro aparece en X-Men: Días del futuro pasado (2014).  En las escenas futuras de la película, ambientadas en 2023, el futuro X-Jet contiene una versión compacta del futuro Cerebro para uso del Profesor X,[14]y se mantuvo oculta en un monasterio chino de los Centinelas de caza de mutantes utilizando la niebla capacidad de Tormenta. Tras su descubrimiento, Magneto y Tormenta más tarde catapultarían al futuro X-Jet para explotar en los Centinelas que se aproximaban.[15]Durante la era de la película en la década de 1970, no se ve ninguna versión de Pájaro Negro o X-Jet y el grupo transporta a bordo del Jet privado del Profesor, similar a los primeros cómics.
- El Pájaro Negro aparece en X-Men: Apocalipsis (2016).[16]Mientras Charles Xavier Lambert es llevado por Apocalipsis, Havok intenta detenerlo a él y a sus jinetes con sus poderes. Sin embargo, falla y en su lugar golpea uno de los motores del Blackbird, lo que hace que el avión explote y toda la escuela con él.
- El Pájaro Negro aparece en Deadpool (2016). Es utilizado por Colossus, cuando él y su compañera, Negasonic Teenage Warhead, fueron a intentar convencer una vez más a Deadpool para que se uniera a los X-Men.
- El Pájaro Negro aparece en Deadpool 2 (2018).[17][18]Después de que Deadpool aceptó unirse a los X-Men, él y junto a Coloso y Negasonic Teenage Warhead atienden a un llamado para ayudar a un joven mutante llamado Russell "Rusty" Collins.
- El Pájaro Negro aparece en Dark Phoenix (2019). Se muestra que el X-Jet va al espacio para rescatar el esfuerzo del transbordador espacial Endeavor, lo que hace que Jean Grey se convierta en un anfitrión de la Fuerza Fénix. Después de la muerte de Raven, Hank roba el X-Jet para buscar a Magneto en su isla.